# پالوما فیت
پالوما فِیت (انگلیسی: Paloma Faith؛ زادهٔ ۲۱ ژوئیهٔ ۱۹۸۱) یک موسیقی‌دان اهل بریتانیا است. وی از سال ۲۰۰۷ میلادی تاکنون مشغول فعالیت بوده‌است.
از فیلم‌ها یا برنامه‌های تلویزیونی که وی در آن نقش داشته است می‌توان به دکتر پارناسوس، مردی که به شیطان رو دست زد، سنت ترینیان اشاره کرد.